# 摩納哥法郎

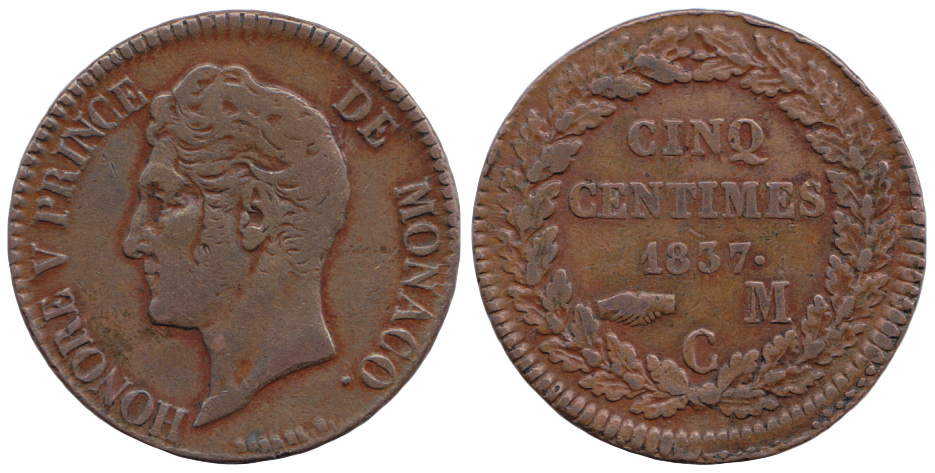
5 生丁，1837 年，奧諾雷五世

摩納哥法郎（法語：franc monegasque）是摩納哥在2002年之前的法定貨幣。
摩納哥法郎和法國法郎等值。1960年，摩納哥法郎也和法國法郎一同進行幣值改革，1新法郎等於100舊法郎。2002年，摩納哥改使用歐元作為法定貨幣。摩納哥法郎只在1920年至1921年期間發行過紙幣，其他時間都只發行過硬幣。